# Tamar Zandberg
Pour les articles homonymes, voir Zandberg.
Tamar Zandberg (en hébreu : תמר זנדברג), née le 29 avril 1976 à Ramat Gan, est une militante et personnalité politique israélienne.
Elle est élue en 2013 à la Knesset pour le parti Meretz.
De 2021 à 2022, elle est ministre de la Protection de l'environnement dans le gouvernement Bennett.

## Biographie
Tamar Zandberg naît en 1976. Sa mère est la journaliste Esther Zandberg et son frère le footballeur international Michael Zandberg. Elle étudie à l'école Blich et sert à l'armée israélienne comme enseignante. Elle est titulaire d'une maîtrise en Psychologie sociale de l'université Ben Gourion du Néguev et d'un diplôme en droit de l'université de Tel Aviv. Elle devient ensuite enseignante à l'école Sapir de Sderot.
Elle a commencé sa carrière politique en 2003, comme assistante parlementaire de Ran Cohen, député du parti Meretz. Elle occupe ce poste jusqu'en 2008 et son élection au conseil municipal de Tel-Aviv. Elle préside pendant son mandat la commission des questions féminines. Elle est à l'origine d'initiatives visant à maintenir les transports publics pendant le shabbat, contre l'ouverture de clubs de strip-tease, pour le mariage homosexuel et pour la promotion des femmes à la direction des petites  entreprises.
Tamar Zandberg est particulièrement active lors du mouvement social de l'été 2011. Zandberg engage le retrait du parti Meretz de la coalition majoritaire au conseil municipal, en réaction aux décisions du maire Ron Huldai contre les manifestations. Elle se définit elle-même comme féministe, écologiste urbaine et social-démocrate. Elle est active au sein de Na'amat, une organisation qui défend le travail des femmes. 
Aux élections législatives de 2013, elle est sixième sur la liste du Meretz et est élue. Au cours de son premier mandat, elle fonde et dirige des groupes sur le transport durable, la rénovation urbaine, et les plages israéliennes. Elle défend des lois sur la dépénalisation de l'usage personnel de cannabis et la mise en place d'un congé de paternité.
En 2015, elle est réélue, en dépit des premières estimations qui avaient poussé la cheffe du parti Zehava Gal-On à envisager de démissionner pour lui laisser sa place,,.
Elle intègre alors les groupes sur les affaires intérieures et l'environnement et dirige ceux sur les addictions, l'environnement social, le transport durable et le renouvellement urbain. 
Elle reçoit le Green Globe Award pour son travail législatif de défense de l'environnement.
Tamar Zandberg gagne les élections de son parti le 22 mars 2018, avec 71 % des voix et remplace ainsi Zehava Gal-On.
Le 13 juin 2021, elle devient ministre de la Protection de l'environnement dans le gouvernement de Naftali Bennett.